# أمستردام (فلم)
أمستردام (بالإنجليزية: Amsterdam) هو فيلم كوميدي تاريخي أمريكي من تأليف وإخراج ديفيد أو. راسل. تم تصويره في لوس أنجلوس من يناير إلى مارس 2021 وصدر في تاريخ 7 أكتوبر 2022 في الولايات المتحدة.

## القصة
طبيب ومحامي يشكلان شراكة غير محتملة.

## الممثلين
- كريستيان بيل
- جون ديفيد واشنطن
- مارجو روبي
- رامي مالك
- زوي سالدانا
- روبرت دي نيرو
- مايك مايرز
- تيموثي أوليفانت
- مايكل شانون
- كريس روك
- أنيا تايلور جوي
- أندريا رايزبورو
- ماتياس شونارتس
- أليساندرو نيفولا
- ليلاند أورسر
- تايلور سويفت
- شون أفيري[4]

## إنتاج
أُعلن في يناير 2020 أن ديفيد أو. راسل سيكتب ويخرج فيلماً بدون عنوان بطولة كريستيان بيل لشركة نيو ريجنسي، ومن المتوقع أن يبدأ التصوير في أبريل. تم إنضمام مارجوت روبي ومايكل بي جوردان إلى طاقم التمثيل في فبراير. بالإضافة إلى ذلك، تم اعتبار جينيفر لورانس لدور روبي، بينما تم اعتبار جيمي فوكس لدور جوردان. تخطت أنجلينا جولي دورها التمثيلي بينما كان مايكل شانون ومايك مايرز وروبرت دي نيرو في محادثات للإنضمام إلى طاقم التمثيل. في أكتوبر، انضم جون ديفيد واشنطن إلى طاقم التمثيل، ليحل محل جوردان الذي انسحب بسبب تضارب المواعيد، وتأخر التصوير بسبب جائحة فيروس كورونا. بدأ التصوير في يناير 2021 في لوس أنجلوس، حيث تمت إضافة رامي مالك، زوي سالدانا، روبرت دي نيرو، مايك مايرز، تيموثي أوليفانت، شانون، كريس روك، أنيا تايلور جوي أندريا رايزبورو، ماتياس شونارتس، وأليساندرو نيفولا. في يونيو، تم الكشف عن تايلور سويفت كجزء من طاقم التمثيل.
في مارس 2021 تم الإنتهاء من تصوير الفيلم. وفي أبريل 2021 تم الكشف عن اسم الفيلم ليكون كانتربري غلاس.

## الإصدار
عُرض الفيلم في 7 أكتوبر 2022 في الولايات المتحدة من قبل توينتيث سينشوري ستوديوز. وكان من المقرر إصدار الفيلم في 4 نوفمبر 2022، ولكن تم تقديمه إلى 7 أكتوبر لتجنب المنافسة مع فيلم النمر الأسود: واكاندا للأبد.

## روابط خارجية
- مقالات تستعمل روابط فنية بلا صلة مع ويكي بيانات